# تاپیولا (میشیگان)
تاپیولا (به انگلیسی: Tapiola) یک منطقهٔ مسکونی در ایالات متحده آمریکا است که در Houghton County واقع شده‌است.